# Santa Fe (Nouveau-Mexique)
Pour les articles homonymes, voir Santa Fe.
La ville de Santa Fe (en espagnol : /ˈsanta ˈfe/ ; en anglais /ˌsæntəˈfeɪ/ ; en navajo : Yootó ; en tewa Ogha Po'oge ) est la capitale de l'État du Nouveau-Mexique, aux États-Unis. Fondée par les Espagnols en 1607, Santa Fe (Villa Real de Santa Fe de San Francisco de Asís en espagnol, signifiant en français « Ville royale de la sainte Foi de saint François d'Assise ») est aujourd'hui la deuxième aire urbaine (et la quatrième commune) du Nouveau-Mexique. Ville de style « adobe », Santa Fe est aussi un centre de tourisme et des arts. De nombreux artistes s'y sont installés depuis les années 1980 et les prix des logements a fort augmenté dans le centre-ville. Presque la moitié des habitants de Santa Fe est d'origine hispanique. Lors du recensement de 2010, la localité comptait 67 947 habitants. En 2016, sa population est estimée à 83 875 habitants.
Santa Fe serait la ville la moins polluée du monde selon une étude menée par l'Organisation mondiale de la santé (ex æquo avec Clearlake (Californie) et Whitehorse dans le territoire canadien du Yukon).

## Géographie

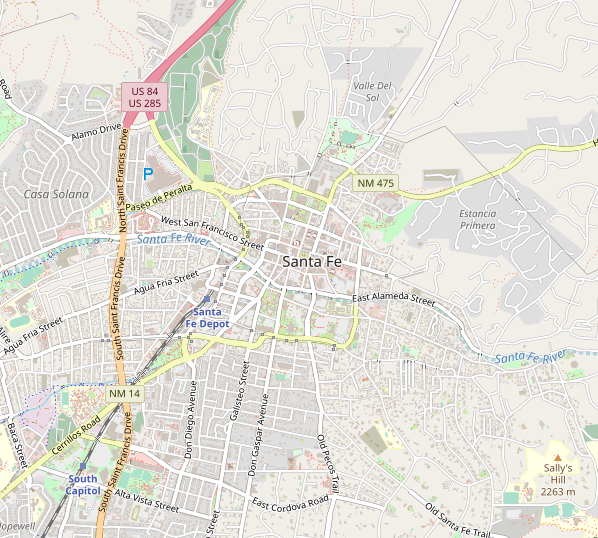
Carte OpenStreetMap

Santa Fe se trouve à 2 134 m d'altitude (au niveau du capitole). Il s'agit de la capitale d'État la plus haute des États-Unis. Elle est suivie par ordre décroissant par les villes de Cheyenne (Wyoming) (1 848 m), Denver (Colorado) (1 609 m), Carson City (Nevada) (1 463 m), Salt Lake City (Utah) (1 288 m) et Helena (Montana) (1 237 m).

## Histoire

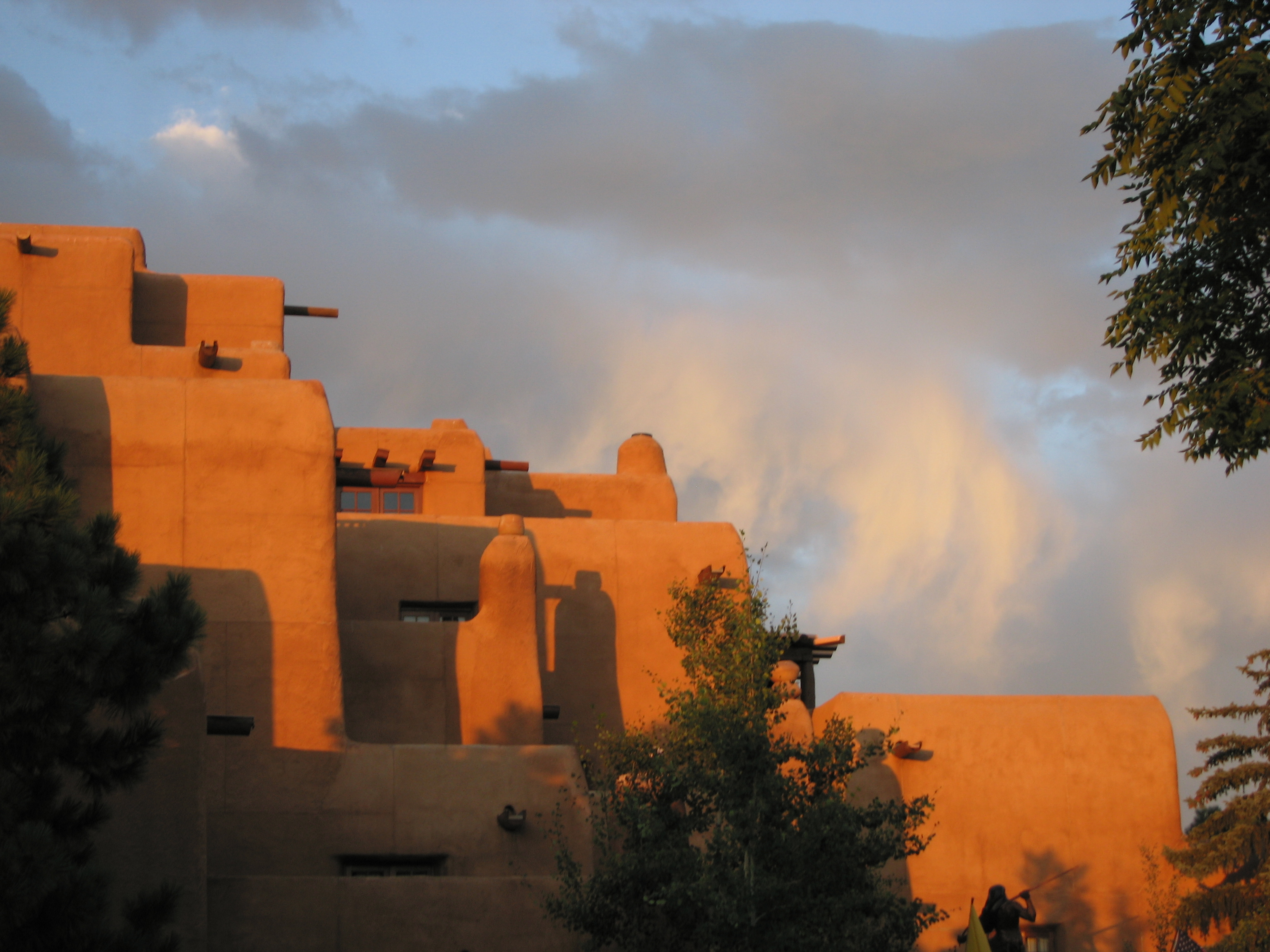
Santa Fe.

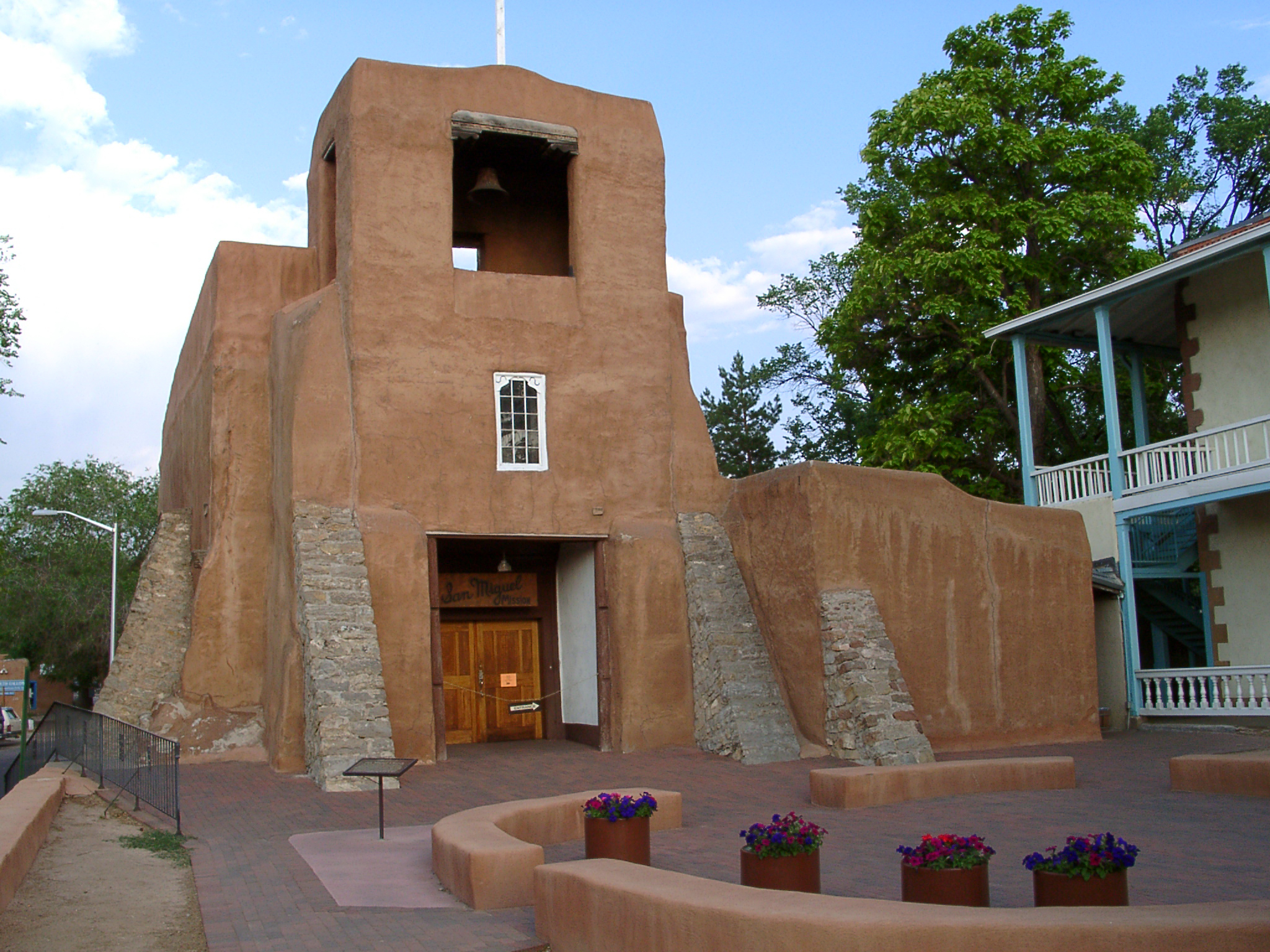
Chapelle San Miguel, Santa Fe, 1610, en adobe.

Les premiers occupants étaient les Amérindiens pueblos (nommés ainsi par les Espagnols). Ils entretenaient des relations étroites avec la terre dont ils faisaient des poteries ou des habitations en adobe.
Profitant de sa situation de carrefour, la ville se développa dès le XVIIe siècle : un premier établissement fut fondé par Juan Martinez de Montoya vers 1607, ce qui en fait la fondation européenne la plus ancienne du pays après Saint Augustine en Floride (1565). Les Espagnols ont eu recours au travail forcé des Amérindiens pour construire la ville. Elle devint alors la capitale d'une province de la Nouvelle-Espagne baptisée Santa Fe du Nouveau-Mexique, qui fut explorée par Francisco Vásquez de Coronado. C'est lui qui fonda officiellement la ville.
Le 13 août 1680, Santa Fe est attaquée par les Amérindiens Pueblos, aidés par les Apaches. Le gouverneur doit même abandonner la ville et se réfugier à El Paso. Les Pueblos exigeaient alors la fin de la présence espagnole et la libération de tous les esclaves de Nouvelle-Espagne. En décembre 1693, Don Diego de Vargas reprend Santa Fé et 470 Amérindiens sont exécutés en représailles, alors que les femmes et les enfants sont réduits en esclavage. Seuls les Hopis demeurent insoumis. Un presidio est construit pour renforcer la défense de la bourgade.
En 1739, deux frères français, Pierre Antoine et Paul Mallet, arrivent à Santa Fe : cela marque l'instauration de relations commerciales avec les marchands et les coureurs des bois de la Haute Louisiane française. Les Français fournissent des articles de quincaillerie contre de l'argent espagnol ou des pelleteries procurées par les trappeurs. En 1805, Pierre Vial découvre la piste de Santa Fe. Les connaissances géographiques des coureurs des bois permettent de lancer des expéditions terrestres à partir de Santa Fé, afin d'étendre l'influence espagnole.
Jusqu'à la guerre d'indépendance mexicaine, qui éclata en 1810, Santa Fe resta une ville espagnole. La Constitution mexicaine de 1824 en fait la capitale du territoire de Santa Fe du Nouveau-Mexique. Pendant la Guerre américano-mexicaine, le général Stephen W. Kearny entre à Santa Fe en août 1846. Il attribue le poste de gouverneur à Charles Bent qui se révèle incompétent ; la population se soulève et Bent finit par être assassiné en janvier 1847. L'armée américaine se livre alors à des représailles sanglantes.
En 1848, le Nouveau-Mexique passe sous contrôle américain, par le traité de Guadalupe Hidalgo et devient en 1912 le 47e État des États-Unis. Santa Fe conserva son statut de capitale.

## Politique et administration
La ville est administrée par un maire, élu pour quatre ans, et un conseil de huit membres élus. Depuis mars 2014, le maire est le démocrate Javier Gonzales.

## Démographie
| Groupe            | Santa Fe | Nouveau-Mexique | États-Unis |
| ----------------- | -------- | --------------- | ---------- |
| Blancs            | 78,9     | 68,4            | 72,4       |
| Autres            | 12,9     | 15,1            | 6,2        |
| Métis             | 3,7      | 3,8             | 2,9        |
| Amérindiens       | 2,1      | 9,4             | 0,9        |
| Asiatiques        | 1,4      | 1,4             | 4,8        |
| Afro-Américains   | 1,0      | 2,1             | 12,6       |
| Total             | 100      | 100             | 100        |
|                   |          |                 |            |
| Latino-Américains | 48,7     | 46,3            | 16,7       |

Selon l'American Community Survey, pour la période 2011-2015, 63,13 % de la population âgée de plus de 5 ans déclare parler l'anglais à la maison, 34,08 % l'espagnol, 0,52 % le français et 3,26 % une autre langue.

## Climat
Santa Fe a un climat de steppe d'altitude. Les températures présentent des écarts importants entre le jour et la nuit ainsi qu'entre l'hiver et l'été. Santa Fe reçoit 50-75 mm de pluie par mois en été et 13 cm de neige par mois en hiver. On compte plus de trois cents jours ensoleillés par an.
| Mois                                  | jan.     | fév.     | mars     | avril    | mai     | juin    | jui.    | août    | sep.    | oct.     | nov.     | déc.     | année           |
| ------------------------------------- | -------- | -------- | -------- | -------- | ------- | ------- | ------- | ------- | ------- | -------- | -------- | -------- | --------------- |
| Température minimale moyenne (°C)     | −6,4     | −4,8     | −1,7     | 1,3      | 6,4     | 11,9    | 14,1    | 13,2    | 9,8     | 3,7      | −2,3     | −6,2     | 3,3             |
| Température moyenne (°C)              | −0,2     | 1,8      | 5,7      | 9,4      | 14,6    | 20,3    | 21,9    | 20,8    | 17,4    | 11,2     | 4,2      | −0,2     | 10,6            |
| Température maximale moyenne (°C)     | 5,9      | 8,4      | 13,1     | 17,4     | 22,7    | 28,7    | 29,7    | 28,5    | 25,1    | 18,6     | 11,3     | 5,8      | 17,9            |
| Record de froid (°C) date du record   | −26 1974 | −31 2011 | −21 2002 | −12 1973 | −7 2010 | −2 2001 | 0 1997  | 2 1992  | −3 2000 | −15 1996 | −24 1976 | −27 1990 | −31 2011        |
| Record de chaleur (°C) date du record | 18 1986  | 23 1986  | 25 1989  | 29 2000  | 36 2000 | 37 2016 | 37 2003 | 36 2007 | 34 2019 | 31 2000  | 24 1980  | 18 1980  | 37 2003 et 2016 |
| Précipitations (mm)                   | 20,1     | 17,5     | 23,9     | 19,8     | 22,4    | 22,1    | 63      | 55,6    | 40,6    | 39,6     | 24,1     | 25,7     | 374,4           |
| dont neige (cm)                       | 13,5     | 14,7     | 11,9     | 3,6      | 0       | 0       | 0       | 0       | 0       | 0,5      | 7,9      | 22,1     | 74,2            |
| Nombre de jours avec précipitations   | 4,7      | 5,5      | 4,8      | 4,4      | 4,1     | 5,3     | 11,9    | 10,3    | 7,2     | 5,8      | 4,5      | 6        | 74,5            |
| Nombre de jours avec neige            | 3,9      | 4,1      | 2,2      | 0,8      | 0       | 0       | 0       | 0       | 0       | 0,2      | 2,2      | 5        | 18,4            |

| Diagramme climatique                                  |             |              |             |             |              |            |              |             |             |              |             |
| J                                                     | F           | M            | A           | M           | J            | J          | A            | S           | O           | N            | D           |
| 5,9−6,420,1                                           | 8,4−4,817,5 | 13,1−1,723,9 | 17,41,319,8 | 22,76,422,4 | 28,711,922,1 | 29,714,163 | 28,513,255,6 | 25,19,840,6 | 18,63,739,6 | 11,3−2,324,1 | 5,8−6,225,7 |
| Moyennes : • Temp. maxi et mini °C • Précipitation mm |             |              |             |             |              |            |              |             |             |              |             |

## Culture et enseignement

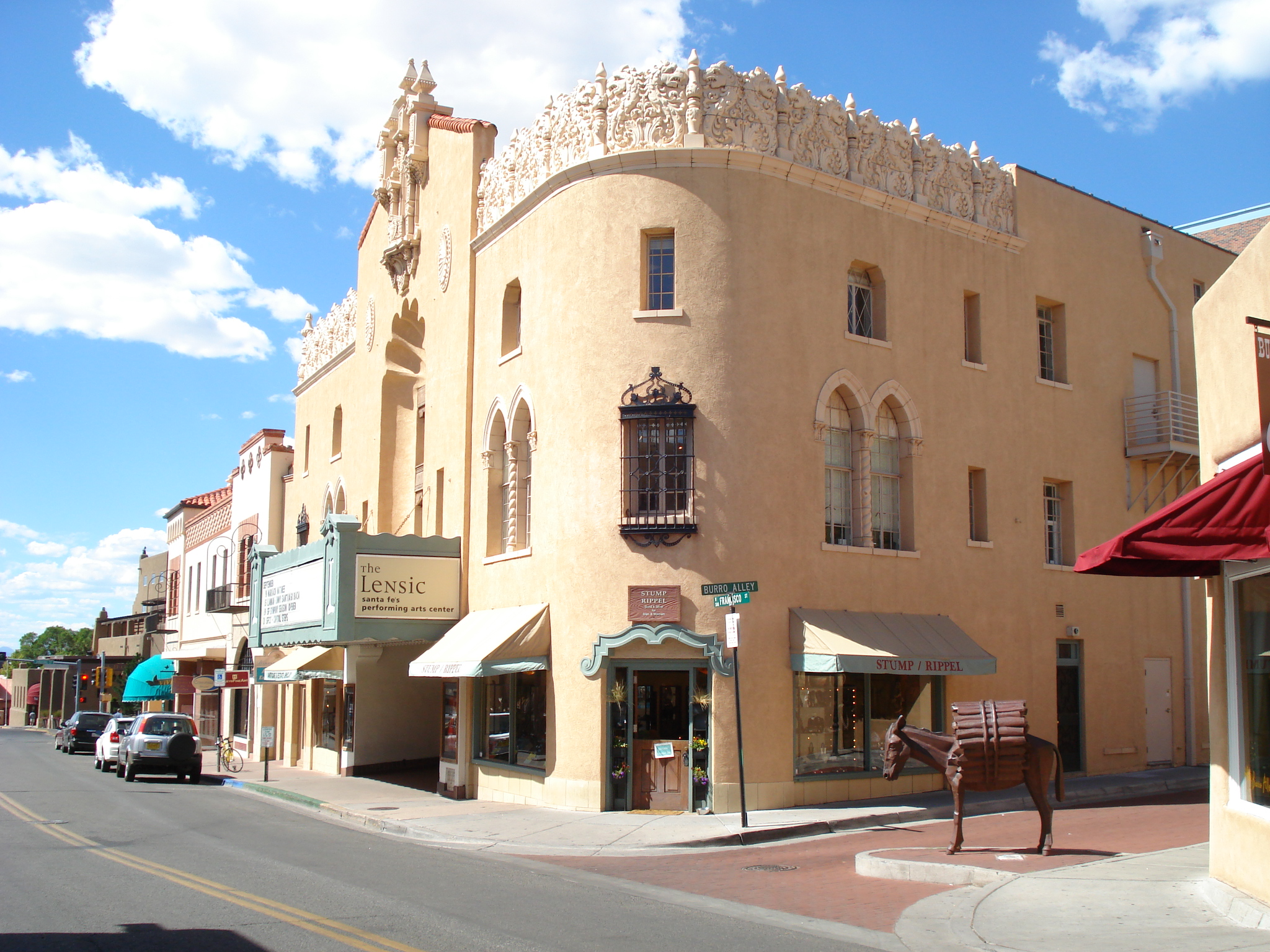
Le Lensic Theater.

- Santa Fe, et la petite ville proche au nord de Taos, a attiré célébrités et artistes tels que les peintres Ernest L. Blumenschein, Oscar E. Berninghaus, Maynard Dixon, Marsden Hartley, John Marin, Georgia O'Keeffe (en 1940), Stuart Davis...etc, les acteurs Sam Shepard, Dennis Hopper ou George R. R. Martin. La capitale du Nouveau-Mexique est même devenue le deuxième foyer des États-Unis pour l'art contemporain, et l'un des premiers pour l'art western[Quoi ?] : on y compte en effet une dizaine de musées et plus de 200 galeries[14]. Ces dernières se concentrent autour de la Plaza, de la rue Canyon Road et dans le quartier du Railyard. Le SITE, un lieu d'exposition qui occupe un ancien entrepôt de bière, accueille la seule biennale internationale du pays.
- Musée des Beaux-Arts, fondé en 1917.
- Museum of Indian Arts and Culture
- New Mexico History Museum
- Lensic Theater, ouvert en 1931
- Musée Georgia O'Keeffe, fondé en 1997, expose 130 toiles de l'artiste américaine.
- Festival du film de Santa Fe

## Monuments

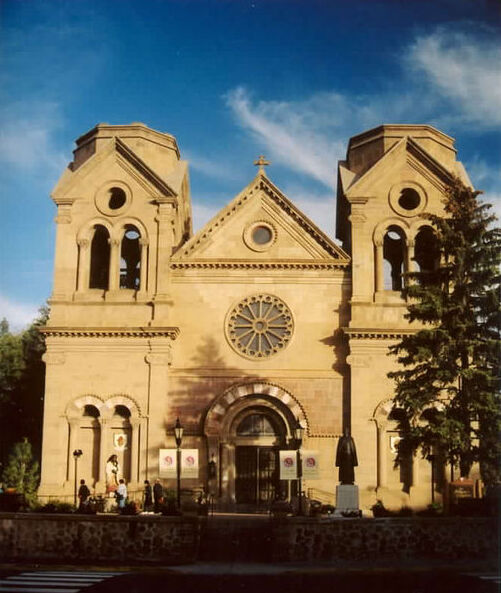
Cathédrale-basilique Saint François d'Assise à Santa Fe, 1869.

- Palace of the Governors, ancien palais des gouverneurs du Nouveau Mexique, sur la 'plaza' au centre de la ville historique. Monument historique parmi les plus anciens des États-Unis.
- La petite chapelle de San Miguel (1610) est une des églises les plus anciennes des États-Unis.
- La cathédrale-basilique Saint François d'Assise a été construite par des Auvergnats sur le modèle de l'église de Volvic en France à l'initiative de Jean-Baptiste Lamy, premier archevêque de Santa Fe. Les flèches n'ont jamais été achevées faute d'argent[15].
- La chapelle Loretto, aussi construite à l'initiative de Jean-Baptiste Lamy, est connue notamment pour son escalier en colimaçon attribué miraculeusement à saint Joseph.

## Jumelages
- Sorrente (Italie)
- Boukhara (Ouzbékistan)
- Los Palacios y Villafranca (Espagne)
- Tsuyama (Japon)[16]

## Personnalités liées à la ville
- Betty Fiorina (1919-2010), femme politique, y est morte.
- Georgia O'Keeffe (1887-1986), peintre américaine, y est morte.
- Gene Hackman (1930-2025), acteur et romancier, y est mort